# إيزيتا جويل كيني
إيزيتا جويل كيني (بالإنجليزية: Izetta Jewel)‏ (24 نوفمبر 1883- 14 نوفمبر 1978)، كانت ممثلة مسرحية وناشطة في مجال حقوق المرأة وسياسية أمريكية. أصبحت أول امرأة تلقي كلمة انتدابية لمرشح رئاسي في اتفاقية الأحزاب السياسية الأمريكية عندما أيدت ترشيح جون دبليو ديفيس في المؤتمر الوطني الديمقراطي لعام 1924.

## في السياسة
في 3 أبريل عام 1921، كانت جويل أحد أعضاء وفد ضمَّ خمسين عضو من حزب المرأة الوطني مهمته لقاء الرئيس وارن جي هاردينغ لحثّه على عقد جلسة خاصة للكونغرس لمعالجة التمييز ضد المرأة. بعد ثلاثة أشهر، عيَّن حزب المرأة الوطني جويل كأحد أعضائه السبعة والعشرين المؤسسين امتنانًا لعملها ودعمها المالي. بحلول عام 1922، كانت جويل شخصية رائدة في لجنة المرأة في اتحاد مكاتب المزارع الأمريكية التي عملت على إصلاحات ساهمت في تحسين وضع الكثير من المزارعين الريفيين وأسرهم.
في عام 1922، أصبحت جويل أول امرأة من جنوب خط ماسون ديكسون تترشح لمجلس الشيوخ الأمريكي. خسرت جويل بفارق ضئيل ترشيح حزب فرجينيا الغربية الديمقراطي لماثيو نيلي. أسرت جويل انتباه المفوضين في الخطاب الداعم الذي ألقته في المؤتمر الوطني الديمقراطي عام 1924 (أول امرأة تلقيه في كلا الحزبين الوطنيين) للمرشح الرئاسي جون دبليو ديفيس. ينصرف انتباه المفوضين عادةً في مثل هذا الخضاب بسبب مدته (8 دقائق)، ولكنها حظيت بالرغم من ذلك بتصفيق حار. في عام 1930، لم تستطع جويل الإطاحة بالمنافس الجمهوري الذي على رأس عمله آنذاك لتمثيل الدائرة المؤتمرية الثلاثين لنيويورك، وفشلت في العام التالي في الفوز بمقعد في جمعية ولاية نيويورك. عملت جويل كمفوضة للرعاية العامة لسكنيكتادي في عام 1932 و1933. في مرحلة ما من حياتها، سُجِنَت جويل لتجاهلها أمر محكمة بإعادة موظف عام مفصول. ومن المثير للسخرية أن القاضي أبطل لاحقًا تهمة ازدراء المحكمة لأنه اعتَقَد أنها لم تفهم تمامًا عواقب تجاهل أمر المحكمة لكونها امرأة.
في عام 1935، أصبحت جويل مديرة إقليمية لأنشطة النساء في وكالة إدارة تقدم الأعمال، لتُشرِف عبر ذلك على مشاريع الإغاثة النسائية في ولاية فرجينيا الغربية وبنسلفانيا ونيوجيرسي وكنتاكي وأوهايو.

## حياتها اللاحقة وإنجازاتها
بعد وفاة زوجها الأول، أصبحت جويل مربية بارزة للأبقار المنتجة للحليب في فيرجينيا الغربية. في عام 1928، ظهرت في أول شاشة تليفزيونية بُثَّت على الإطلاق في أمريكا، حيث لعبت دور الجاسوسة الروسية في الدراما التلفزيونية «مبعوث الملكة» لجون هارتلي مانرز. كانت مناصرة دؤوبة لعصبة الأمم، والتقت بالإمبراطور بوئي خلال رحلة إلى الصين والدكتاتور الإيطالي بينيتو موسوليني أثناء وجودها في روما لحضور مؤتمر حق الانتخاب.
انتقلت جويل وزوجها إلى جنوب كاليفورنيا بعد سنوات الحرب، حيث أصبحت شخصية إذاعية محلية على قناة كيه سي بي كيو في سان دييغو. في عام 1951، اختيرت لتكون ضمن المجلس التنفيذي لمنظمة «المرأة الأمريكية في الإذاعة والتلفزيون» حديثة العهد. في عام 1958، دُعِيَت لتكون ضيف شرف في مهرجان الزهور في بورتلاند للاحتفال بالذكرى الخمسين لتتويجها كملكة الزهور.
ظلت جويل نشيطة حتى وقت متأخر من حياتها، وكانت تسبح يوميًا في الثمانينيات من عمرها على الشواطئ قبالة منزلها في لا جولا. قضت جويل السنوات القليلة الأخيرة من حياتها في مركز توري باينز للنقاهة في لا جولا، حيث حظيت في عيد ميلادها التسعين بزيارة الممثلين هيلين هيز وجورج سي سكوت. مثّلت هيز مع جويل عندما كانت صغيرة، وظلّت معجبة بها منذ ذاك الحين.
توفيت جويل في لا جولا في عام 1978 عن عمر يناهز 94 عامًا.

## روابط خارجية
- إيزيتا جويل كيني على موقع IMDb (الإنجليزية)
- إيزيتا جويل كيني على موقع قاعدة بيانات برودواي على الإنترنت (الإنجليزية)
- إيزيتا جويل كيني على موقع قاعدة بيانات برودواي على الإنترنت (الإنجليزية)